# Manuel Toussaint
Manuel Toussaint y Ritter (Coyoacán, Ciudad de México, México, 29 de mayo de 1890 - Nueva York, Estados Unidos, 9 de noviembre de 1955) fue un historiador del arte, escritor y académico mexicano.

## Estudios y primeros años

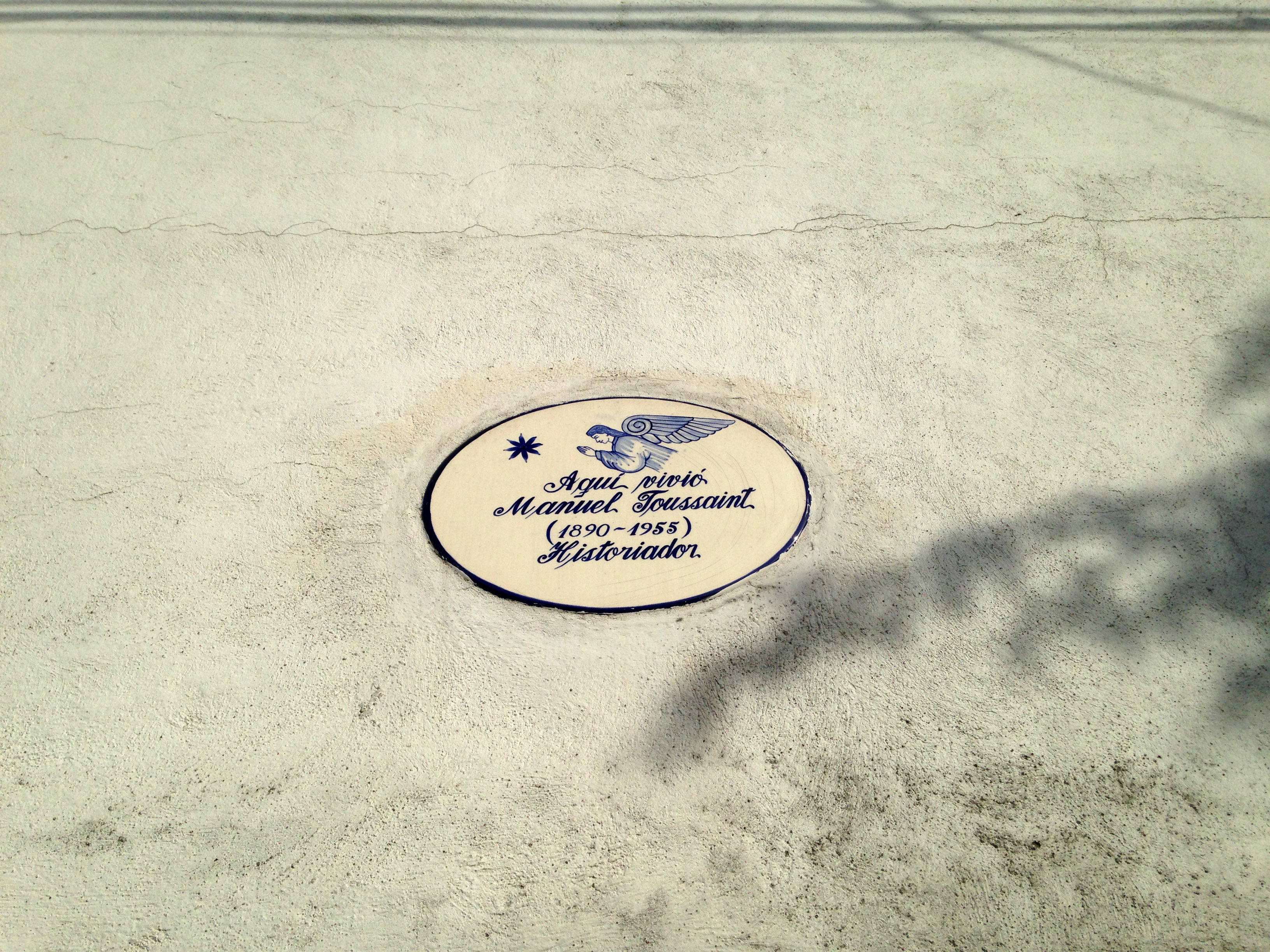
Placa en la casa donde nació Toussaint en el barrio de San Francisco de Coyoacán

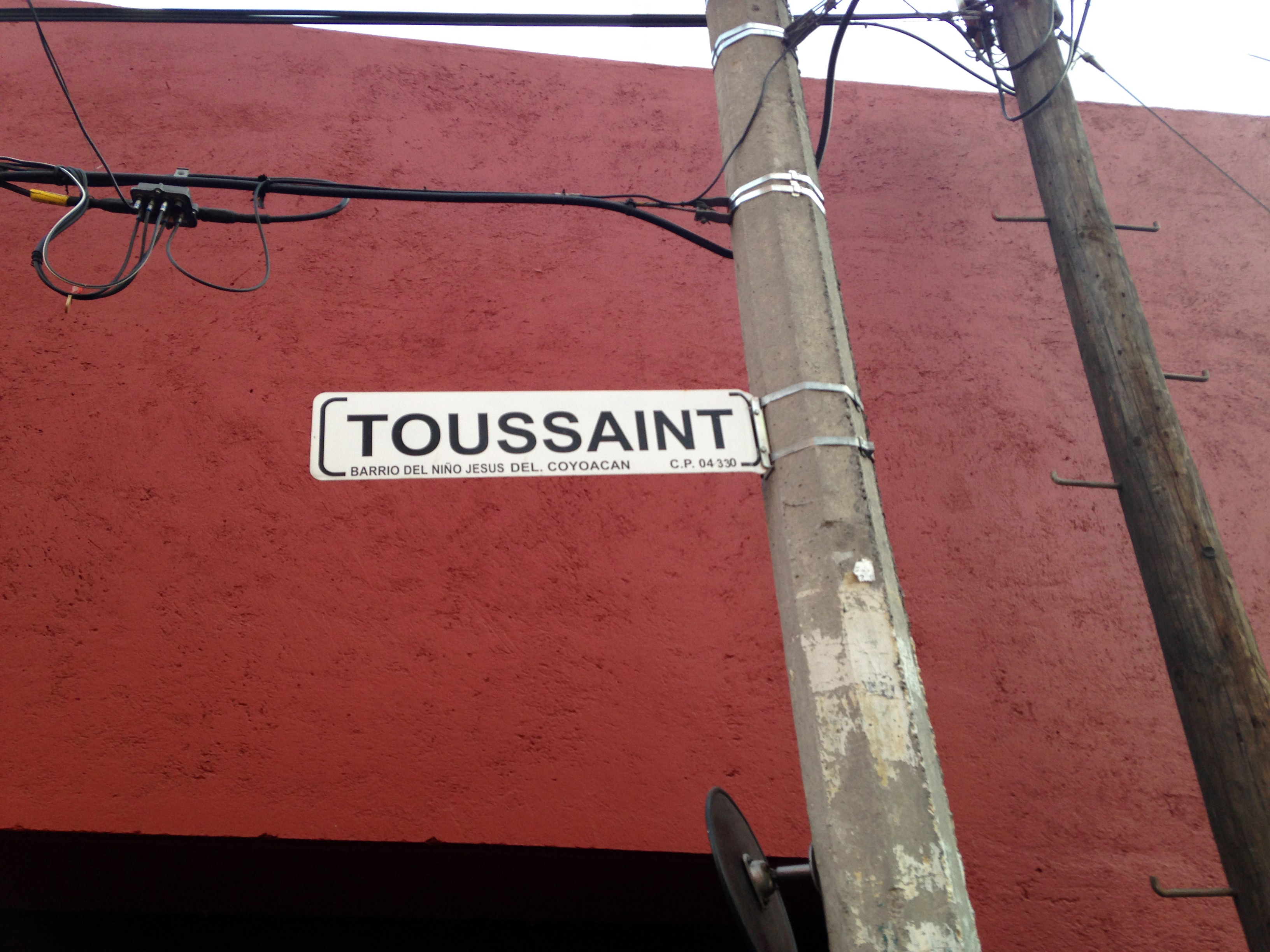
Calle que lleva el nombre del historiador en Coyoacán

Realizó sus estudios en la Anexa a la Escuela Normal para Profesores y en la Escuela Nacional Preparatoria. Perteneció a la misma generación de escritores e intelectuales entre quienes destacan Alfonso Reyes (1889), Artemio de Valle Arizpe (1888), Julio Torri (1889), Francisco González Guerrero (1887), Genaro Estrada (1887), Ramón López Velarde (1888) y Agustín Loera y Chávez (1894).
Continuó sus estudios en la Escuela Nacional de Bellas Artes, en la Escuela de Altos Estudios y en la Facultad de Filosofía y Letras. 

## Desempeño laboral y académico
En 1934, formó parte de las personalidades que fundaron el Laboratorio de Arte de la Universidad Nacional Autónoma de México, que en 1936 se transformó en el Instituto de Investigaciones Estéticas, cuya dirección ocupó. De 1944 a 1954 fue director de la Dirección de Monumentos Coloniales y de la República del Instituto Nacional de Antropología e Historia. 
Ingresó en El Colegio Nacional el 21 de enero de 1946. Ese mismo año, recibió la maestría ex-oficio por parte de la UNAM. Fue miembro de la Academia Mexicana de la Historia, ocupó el sillón 18 de 1946 a 1955. En 1952 fue elegido para el Comité Internacional de Historia del Arte. En 1953 la UNAM le dio el título de Doctor honoris causa. Fue nombrado miembro numerario de la Academia Mexicana de la Lengua, en mayo de 1954 e ingresó el 8 de diciembre de 1954.

## Trabajos
Con Julio Torri y Agustín Loera y Chávez creó la Editorial Cvltvra en 1916, que fue uno de los esfuerzos más importantes de la primera mitad del siglo XX para difundir obras de literatura universal en una selección que incorporó textos clásicos y contemporáneos.
Enseñó historia de la cultura en México en la Facultad de Filosofía y Letras (1934), donde fundó la cátedra de historia del arte de la Nueva España, o Arte colonial (1936), que también impartió en la Escuela Nacional de Antropología y en El Colegio Nacional, siendo el arte de la Nueva España uno de sus primordiales campos de estudio.

## Obras
Obra literaria y de crítica literaria:
- Viajes alucinados. Rincones de España (1924)
- Las aventuras de Pipiolo en el Bosque de Chapultepec (1954), con el seudónimo de Santos Caballero)
- Luis G. Urbina: Poemas selectos, Apuntes críticos de... (1919)
- Obras escogidas de Sor Juana Inés de la Cruz y Respuesta a Sor Philotea de la Cruz.

Historia del arte:
- Historia del arte en México: Saturnino Herrán y su obra (1920)
- Tasco. Su historia, sus monumentos, características actuales y posibilidades turísticas (1931)
- La pintura en México durante el siglo XVI (1936)
- Paseos coloniales (1939; 2a. ed., 1968)
- Pátzcuaro (1942)
- La catedral de México y el sagrario metropolitano. Su historia, su tesoro, su arte (1948)
- Arte colonial en México (1948; 2a. ed., 1970)
- Acolman (1948)
- La catedral y las iglesias de Puebla (1954)